# Lanceloto Malocello
Lanceloto Malocello (también Lancelotto, Lanzarote y Lancellotto; en latín: Lanzarotus Marocelus; en francés: Lancelot Maloisel) fue un navegante y explorador de la república de Génova del siglo XIV reconocido como el redescubridor para el mundo europeo de las islas Canarias, y por ser el origen del nombre de la isla de Lanzarote.

## Biografía

### Nacimiento y muerte
Se desconoce gran parte de la biografía de Lanceloto Malocello, ya que en su época existieron varios personajes homónimos.
Se sabe que era originario de la República de Génova, y que se dedicaba al comercio. Para Alberto Quartapelle, Malocello ya debía contar con veinticinco años en 1330, pues en ese año aparece actuando como testigo en un acta notarial, para lo que legalmente debía contar con esa edad. Rodríguez Wittmann, por su parte, dice que Malocello pertenecía a la flota genovesa de Manuel Pessanha, que actuaba al servicio del Reino de Portugal. Licata indica que Malocello debió nacer en la ciudad de Varazze.
En cuanto a su fallecimiento, Quartapelle propone, con dudas, que el Lanceloto Malocello asesinado el 12 de octubre de 1372 al ser lanzado por un balcón durante la coronación de Pedro II de Chipre como rey de Jerusalén sea el redescubridor de Canarias. No obstante, en el Libro del conocimiento, primera referencia bibliográfica sobre este personaje, se especifica que «las gentes desta isla [Lanzarote] mataron a un ginoves que dezian Lançarote».

### Viaje, estancia y expulsión de Canarias

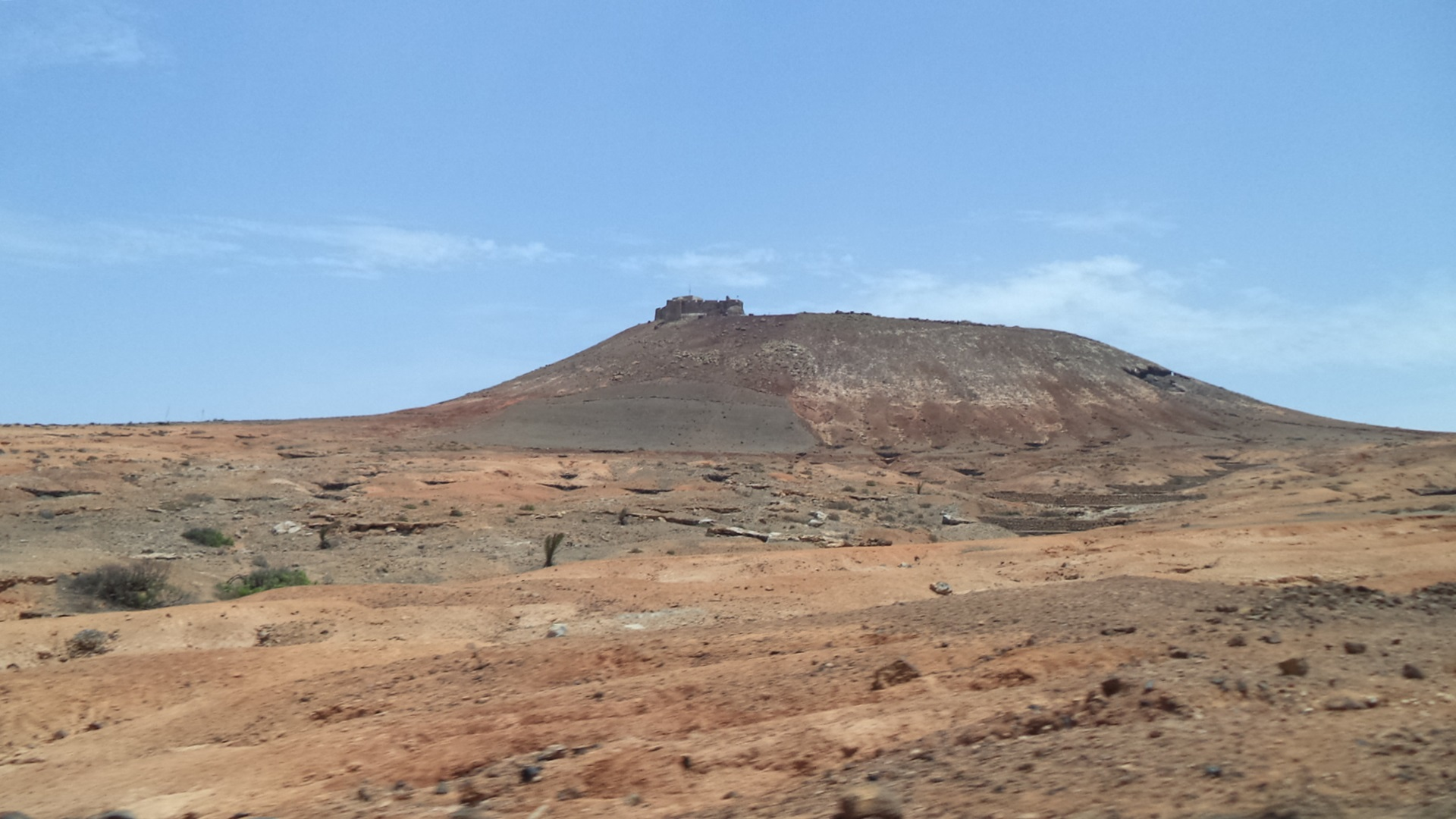
Montaña de Guanapay, sobre cuya cima Lanceloto Malocello construyó un castillo durante su ocupación de Lanzarote.

La expedición de Malocello a las islas Canarias es un hecho histórico, confirmado por la carta portulano de 1339 cartografiada por el mallorquín o genovés Angelino Dulcert. En ella aparece la isla de Lanzarote denominada como insula de Lanzarotus Marocelus, bajo bandera genovesa. 
Las modernas investigaciones estiman que la expedición debió suceder en torno a la década de 1330, proponiendo Rodríguez Wittmann que el viaje se enmarcara en las ambiciones portuguesas de expandir sus fronteras hacia el océano. Sin embargo, tradicionalmente se ha asumido que fue en 1312, en una expedición de búsqueda de los hermanos, también genoveses Ugolino y Vadino Vivaldi, que en 1291 habían emprendido un viaje alrededor de África rumbo a las Indias.
Malocello llegó a Lanzarote y construyó un castillo sobre la montaña de Guanapay, donde a finales del siglo XV la familia Herrera-Peraza levantó el castillo de Santa Bárbara, y que fue aprovechado por los conquistadores normandos Jean de Béthencourt y Gadifer de La Salle durante la conquista de la isla entre 1402 y 1404. Malocello habría permanecido en la isla unos veinte años, hasta que fue expulsado por los majos, aunque según algunas fuentes le asesinaron.

## Familia
Se considera hermano de Pietro Malocello, propietario de la Villa Malocelli en Sturla. También era el esposo de Eliana di Bartolomeo Fieschi una familia con muchos lazos con los Malocelli.

## Homenajes
Para celebrar el séptimo centenario del descubrimiento de Lanzarote por Lanceloto Malocello los promotores formaron dos comités, uno en España y otro en Italia. Los comités patrocinaron varios eventos en Roma, Varazze, Bruselas, Estrasburgo, Madrid y Lanzarote, entre otras ciudades. En 2012, Lanzarote celebró el 700 aniversario del redescubrimiento de Malocello de las islas Canarias con una serie de conferencias. Uno de los oradores fue Alfonso Licata, quien se centró en el contexto histórico del viaje.
Una delegación del alcalde y 162 residentes de Varazze —la ciudad natal de Malocello— visitaron Lanzarote. Llegaron a bordo del crucero Costa Deliziosa, que siguió una ruta entre Italia y Lanzarote emulando el camino que Malocello probablemente siguió a Canarias.
Para conmemorar el evento se acuñó una medalla conmemorativa oficializada por la Escuela del Arte de la Medalla y por el Instituto Poligráfico del Estado italiano. Asimismo, Alfonso Licata publicó un libro titulado Lanzarotto Malocello, desde Italia a las Islas Canarias, editado por el CISM-Ministerio de Defensa. El Consejo de Roma Capital, en 2012, a petición del comité organizador, con motivo del citado centenario, dedicó un parque público equipado al ilustre navegante en el barrio Ostiense. A su vez, la ciudad de Savona, a petición de la Comisión Organizadora, en 2013 dedicó una zona verde a Malocello en 2013 que, equipada con juegos infantiles, se ve hoy en la zona del Puerto.

## Historicidad
Algunos investigadores han expresado sus dudas en torno a la existencia de este personaje, como Serra Ráfols y más recientemente Octavio Hernández.